# Mali
Mali, uradno Republika Mali (francosko République de Mali), je celinska država v Zahodni Afriki, ki na severu meji na Alžirijo, na vzhodu na Niger, na jugovzhodu na Burkina Faso, na jugu na Slonokoščeno obalo in Gvinejo, ter na zahodu na Senegal in Mavretanijo.

## Prebivalstvo

### Etnije
Prebivalstvo sestavlja več kot 20 etničnih skupin, prevladujejo plemena iz sudanske skupine: Bambari, Mandinki, Soninki, Senufi, Dogoni in drugi.

### Jezik
Od 23. julija 2023 francoščina ni več uradni jezik Republike Mali, ampak ima status delovnega jezika.

### Religije
80 % prebivalstva sledi islamu.